# Soviet Military Power
Soviet Military Power (укр. «Радянська військова міць») — щорічне ілюстроване інформаційно-пропагандистське видання, яке публікувалось Міністерством оборони США в 1981-1991 роках. Оформленням журналу займалося Розвідувальне управління Міноборони. Особливу цінність представляє частково опублікована у виданні багата колекція графічних зображень (більше тисячі картин) радянської військової техніки, створена художниками РУМО в 1965-1989 роках. Останній випуск 1991 року вийшов під назвою «Збройні сили в перехідний період».
Видання являло собою журнал обсягом близько 100 сторінок. Перше видання 1981 року було надруковано накладом у 36 тисяч екземплярів і поширене серед співробітників Міністерства оборони, уряду США, а також засобів масової інформації. Будь-який бажаючий міг придбати копію в поштових відділеннях за $ 6,50. За словами Каспара Вайнбергера, який обіймав в адміністрації Рональда Рейгана пост міністра оборони,  Soviet Military Power  був покликаний продемонструвати американцям зростаючий дисбаланс між радянською військовою потужністю і американської. У статтях і таблицях, що містили опис і технічні характеристики радянських систем озброєння, часто допускалися помилки і неточності, як правило, завищували якісні і кількісні показники радянської зброї. Наприклад, завищували показники величини бойового радіусу літаків Ту-22М і Ту-160; у виданні 1987 року говорилося про новітній 240-мм самохідному мінометів, здатному вести стрілянину снарядами з ядерною головною частиною, тоді як цей міномет (2С4 «Тюльпан») перебував на озброєнні СА з 1974 рік а, і так далі.

Ілюстрації з журналу
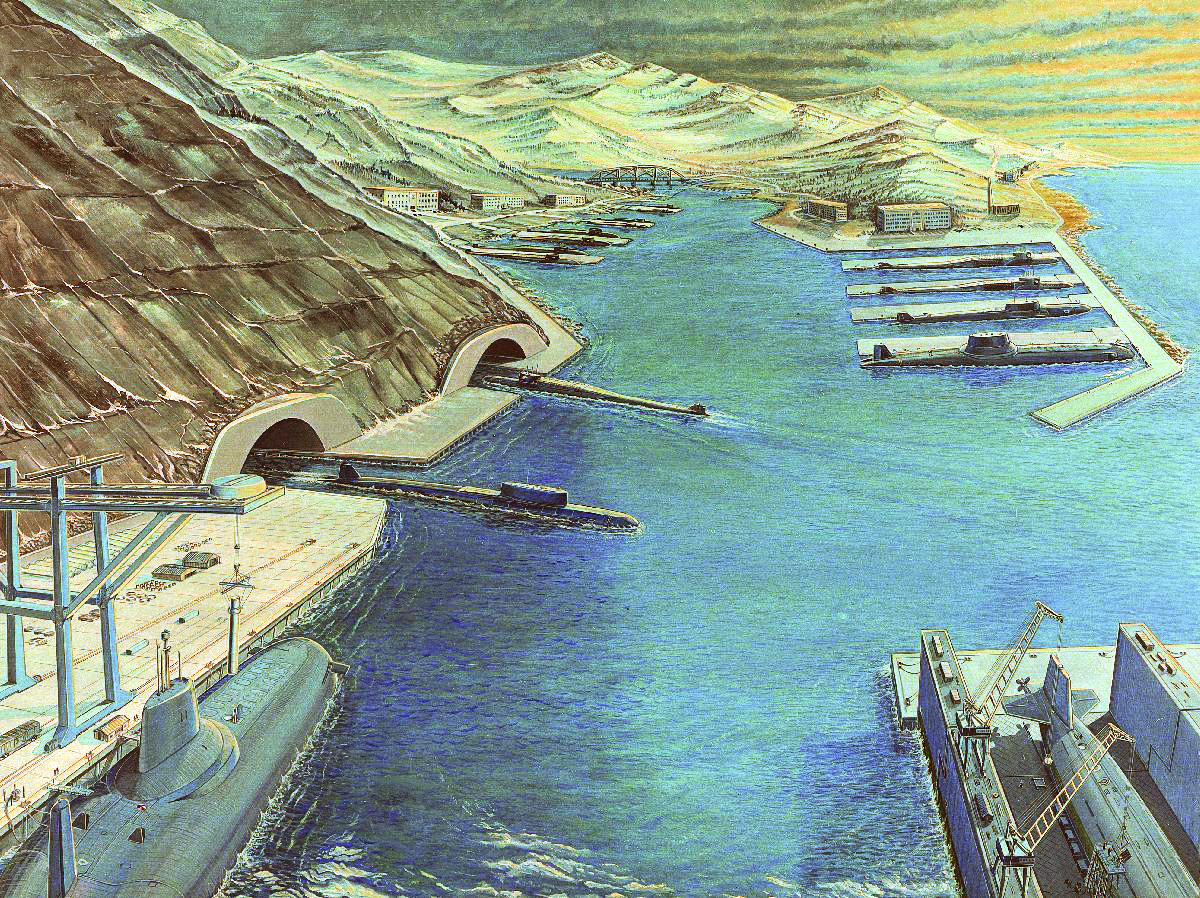
Підземна база атомних підводних човнів
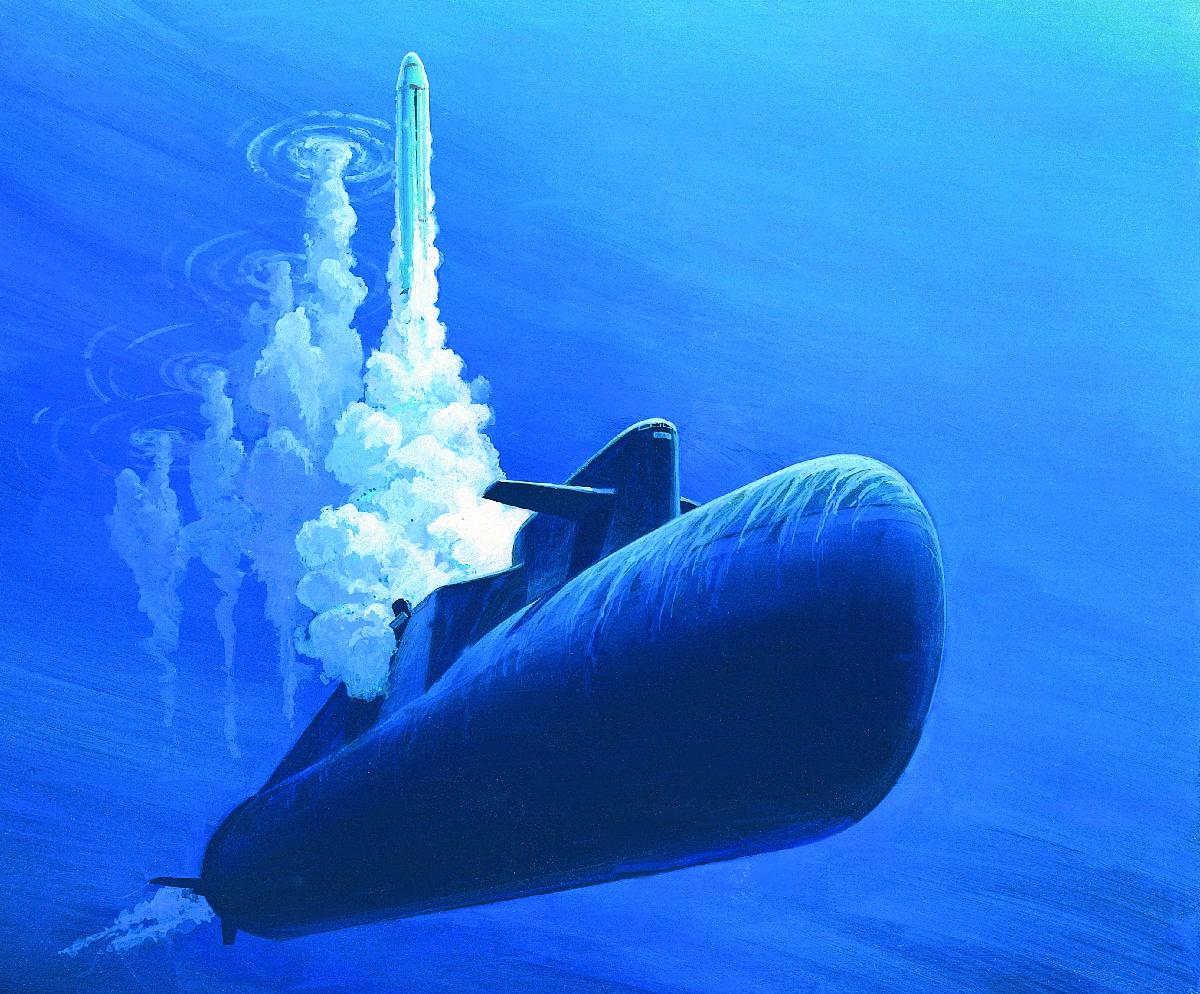
Атомний підводний човен проекту  677БДР «Кальмар»
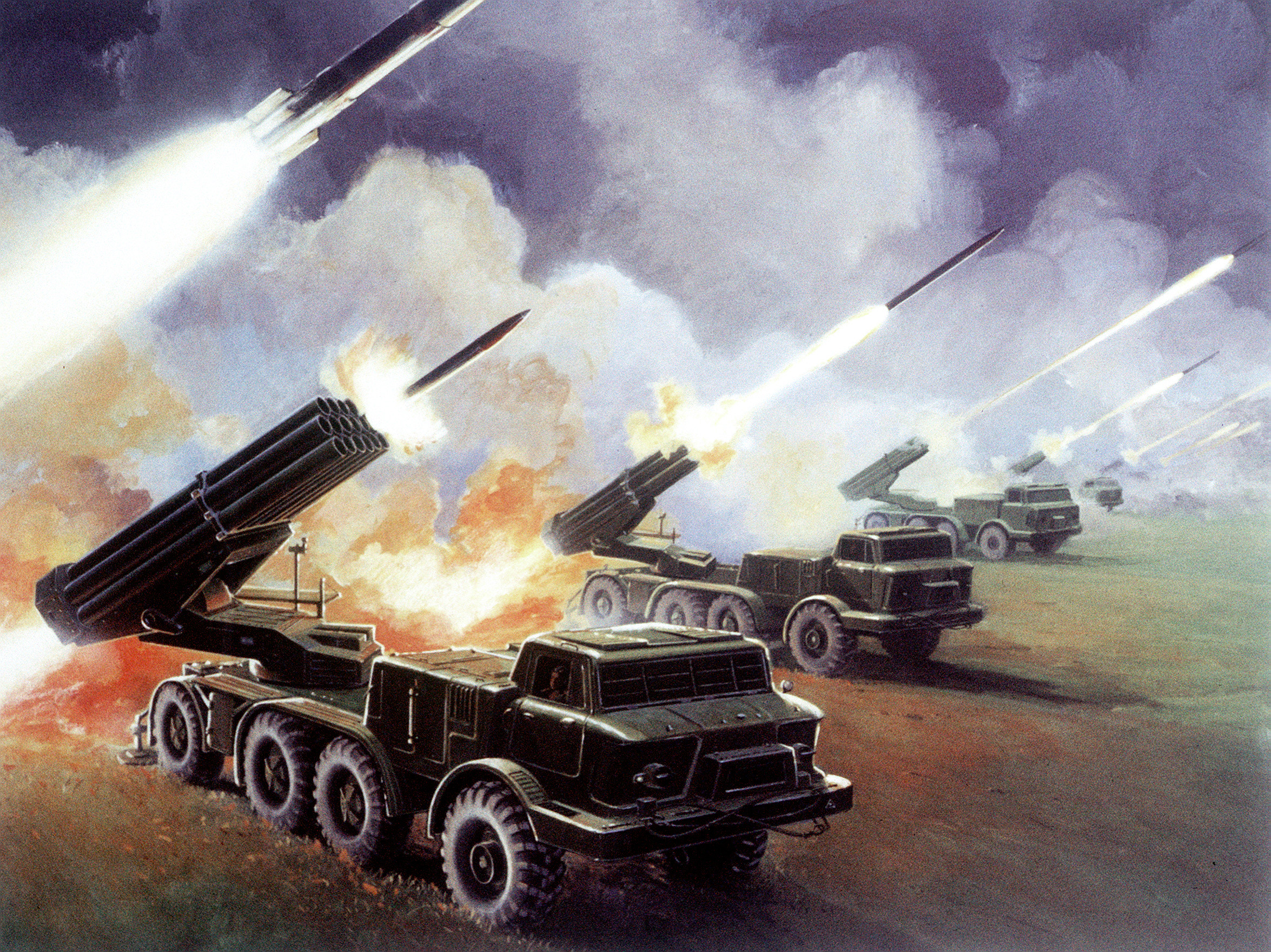
Батарея РСЗВ БМ-27 «Ураган»
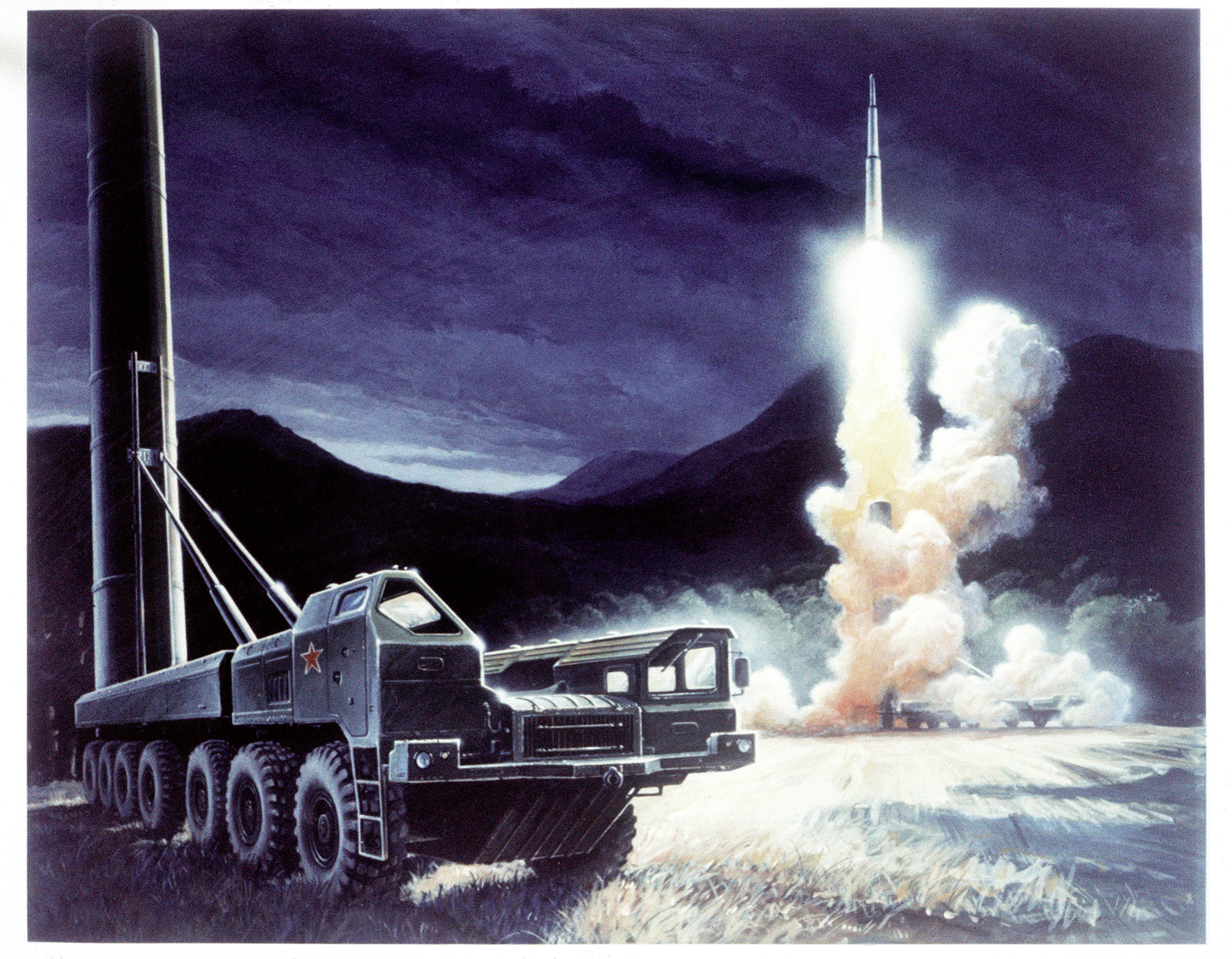
РТ-2ПМ «Тополь»
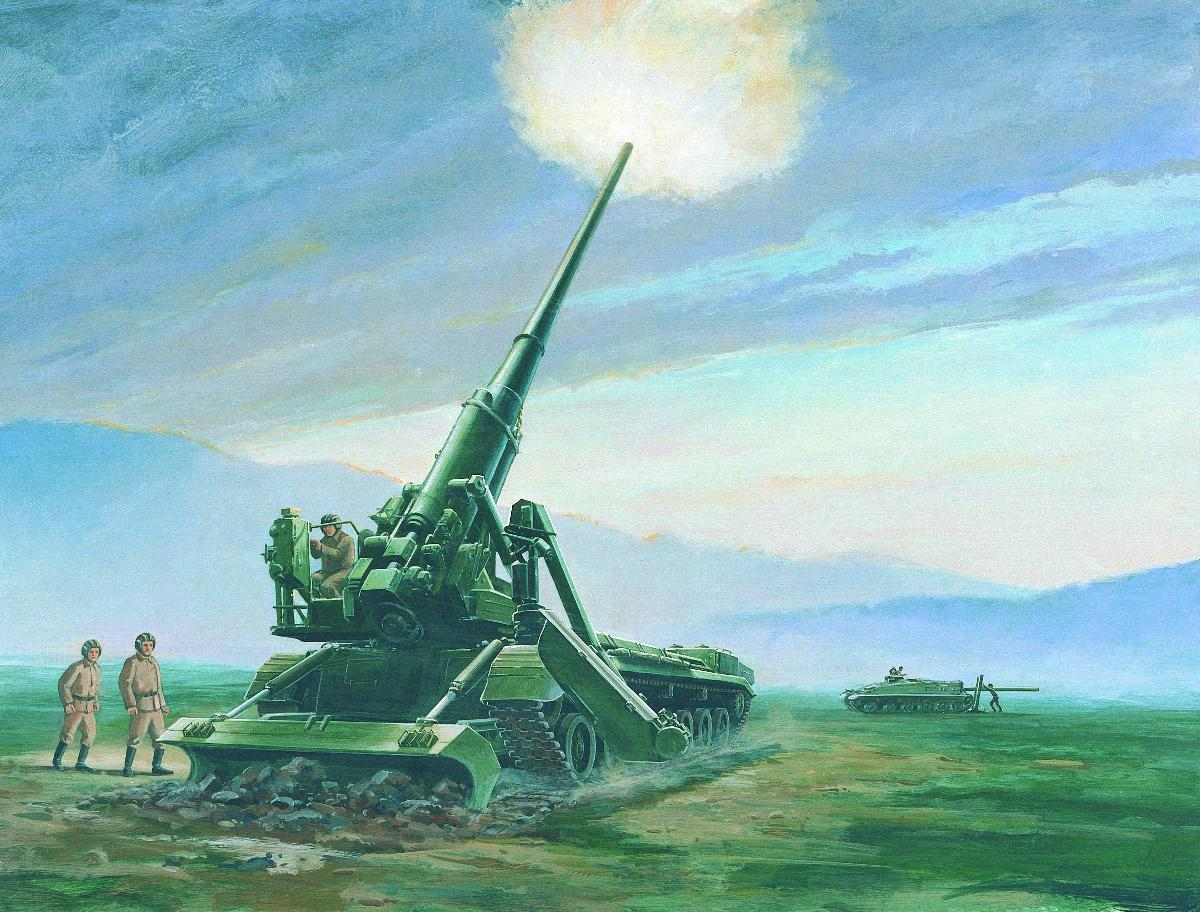
Важка самохідна артилерійська установка 2С7 «Піон»
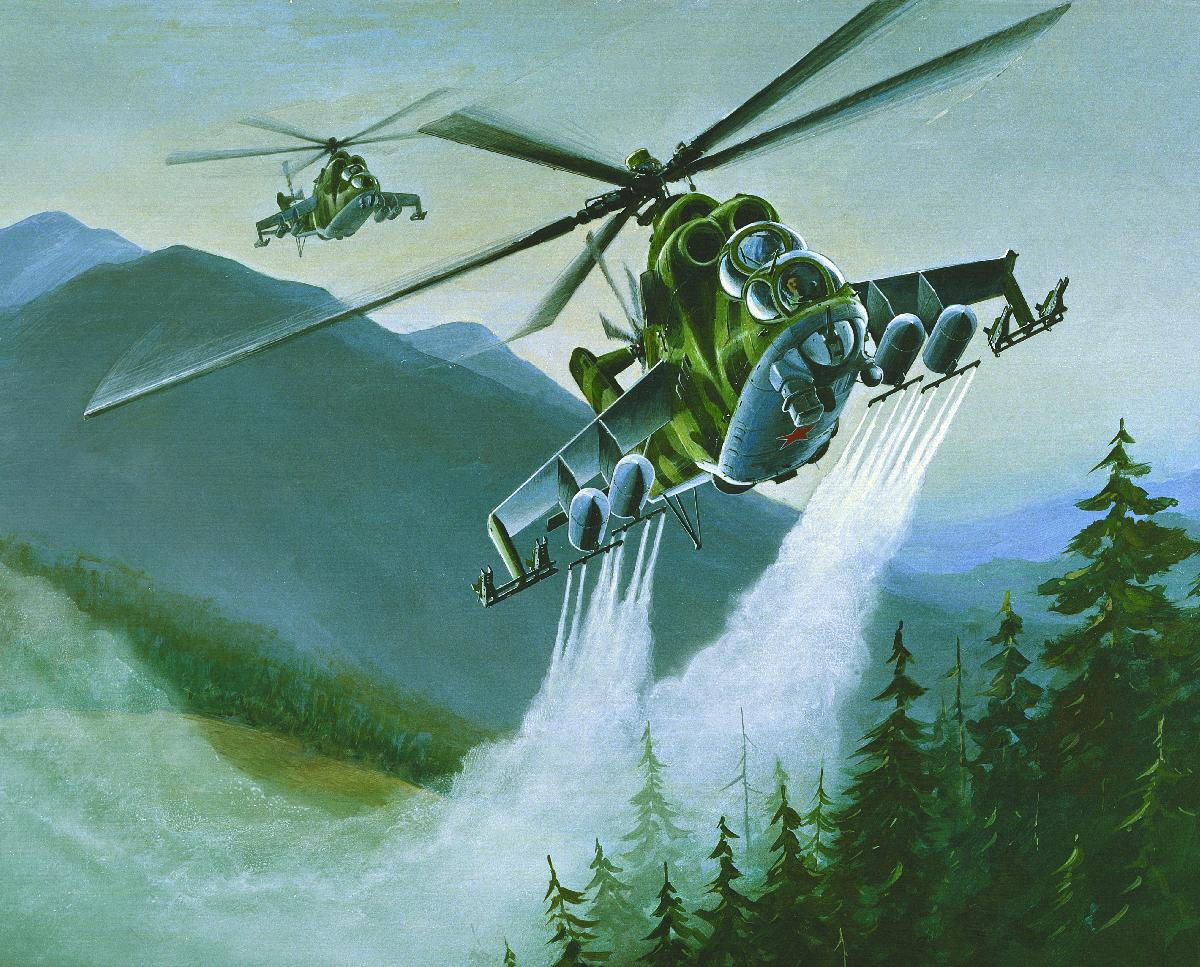
Розпилення речовин з вертольота Мі-24
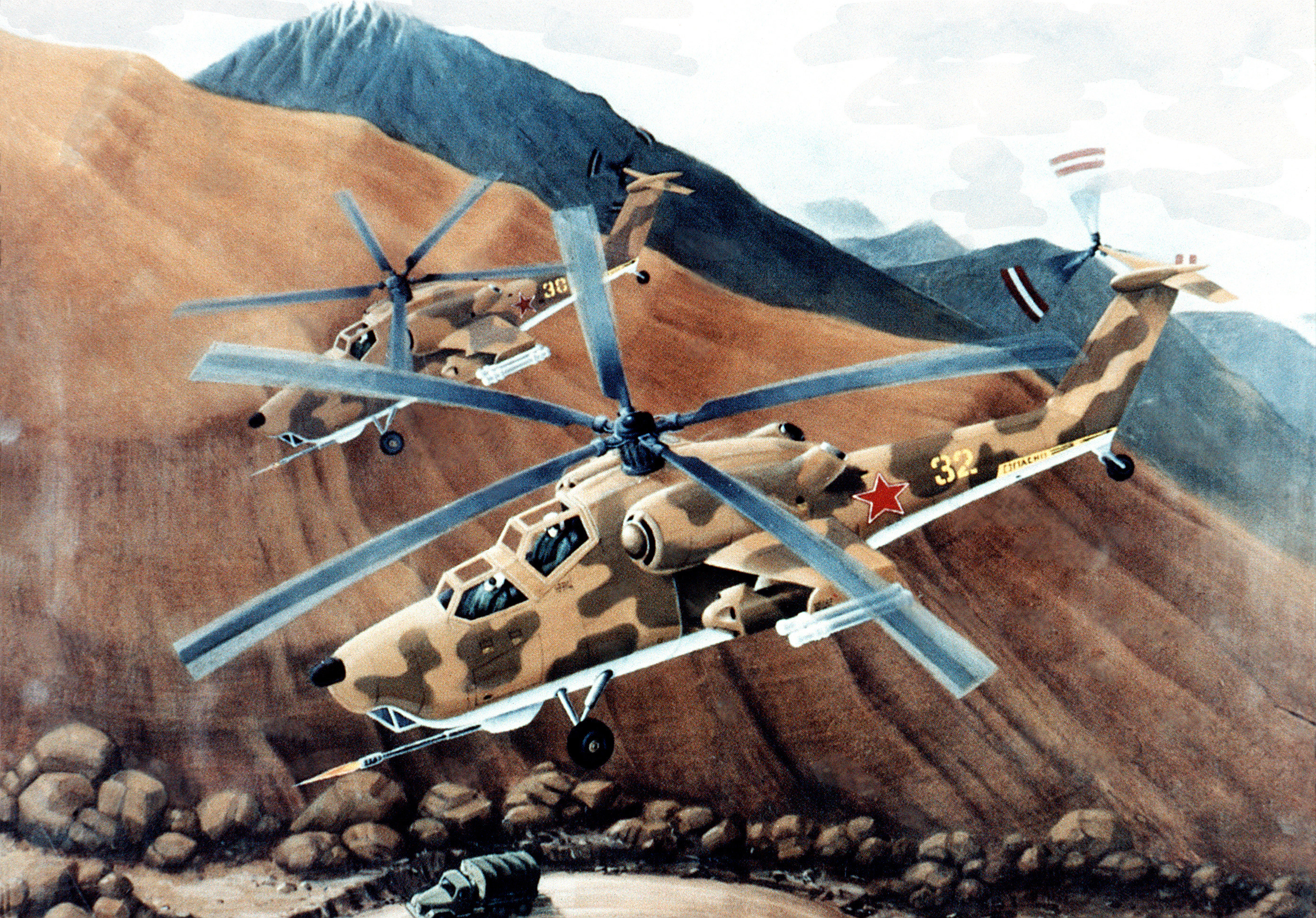
Пара Мі-28 у польоті
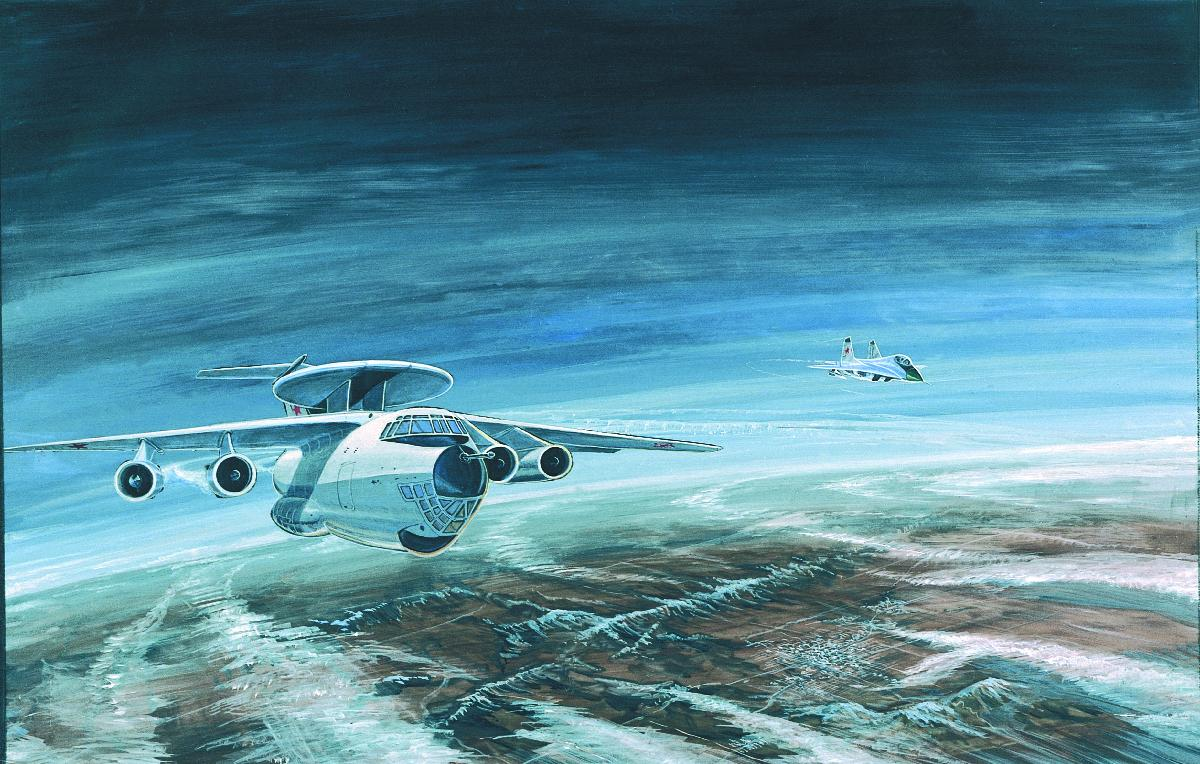
Літак ДРЛС А-50 і МіГ-29
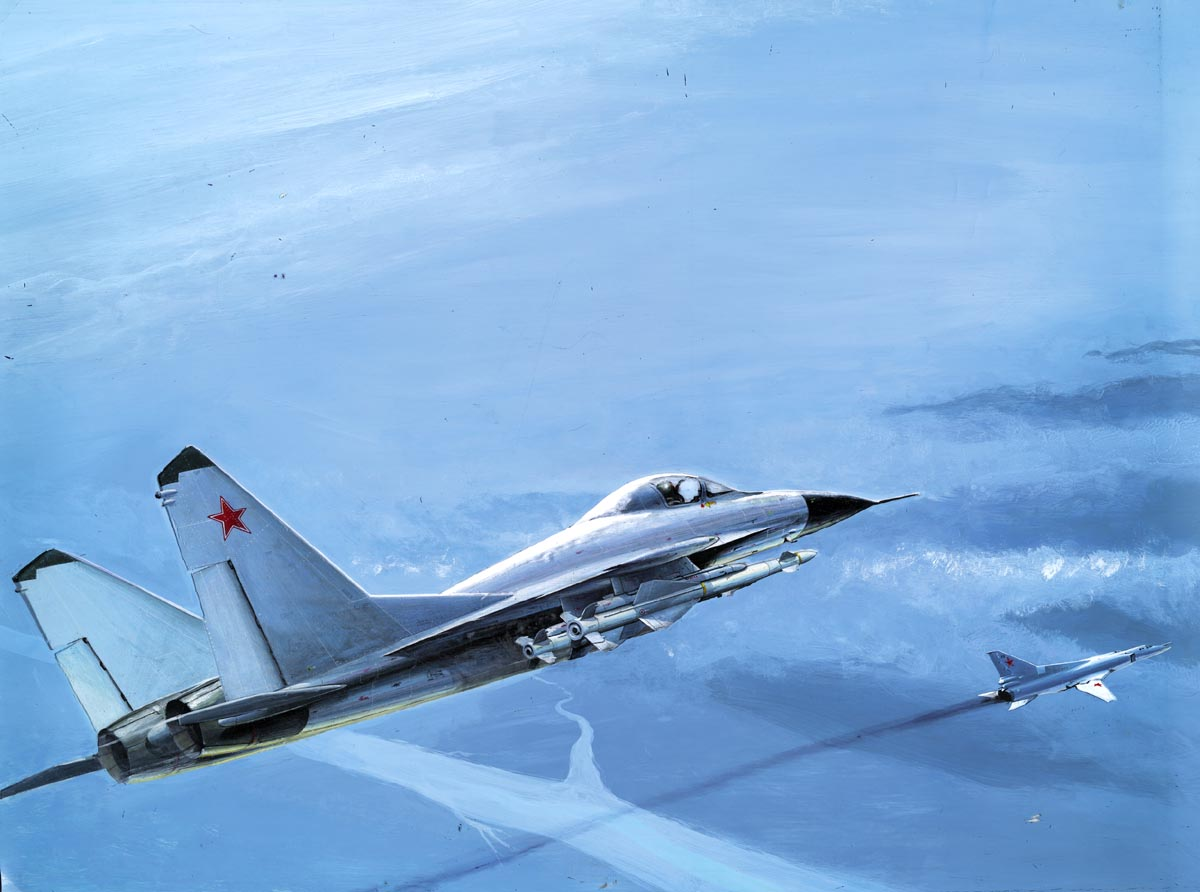
МіГ-29 супроводжує Ту-22М
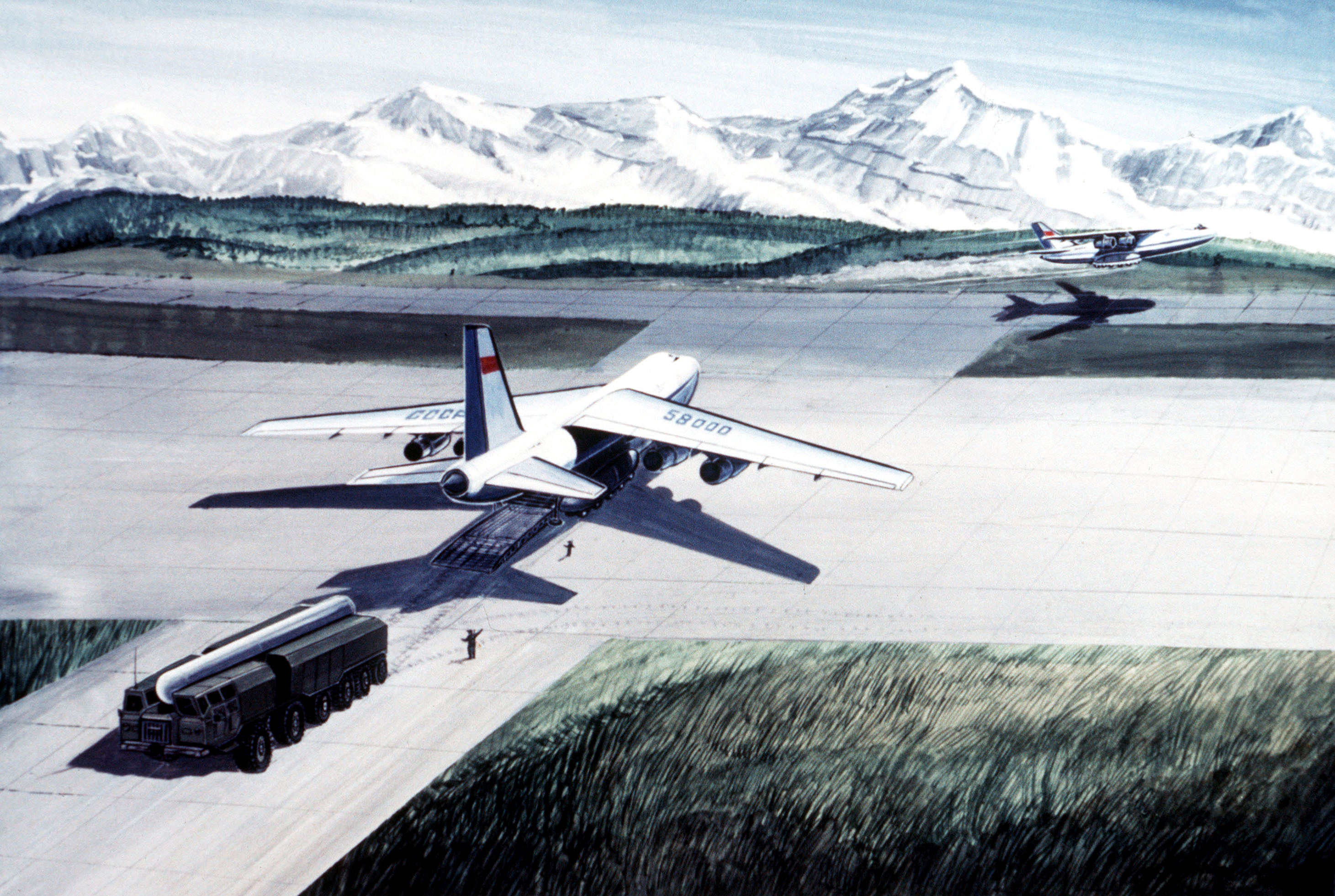
Ан-124 в уявленні художника
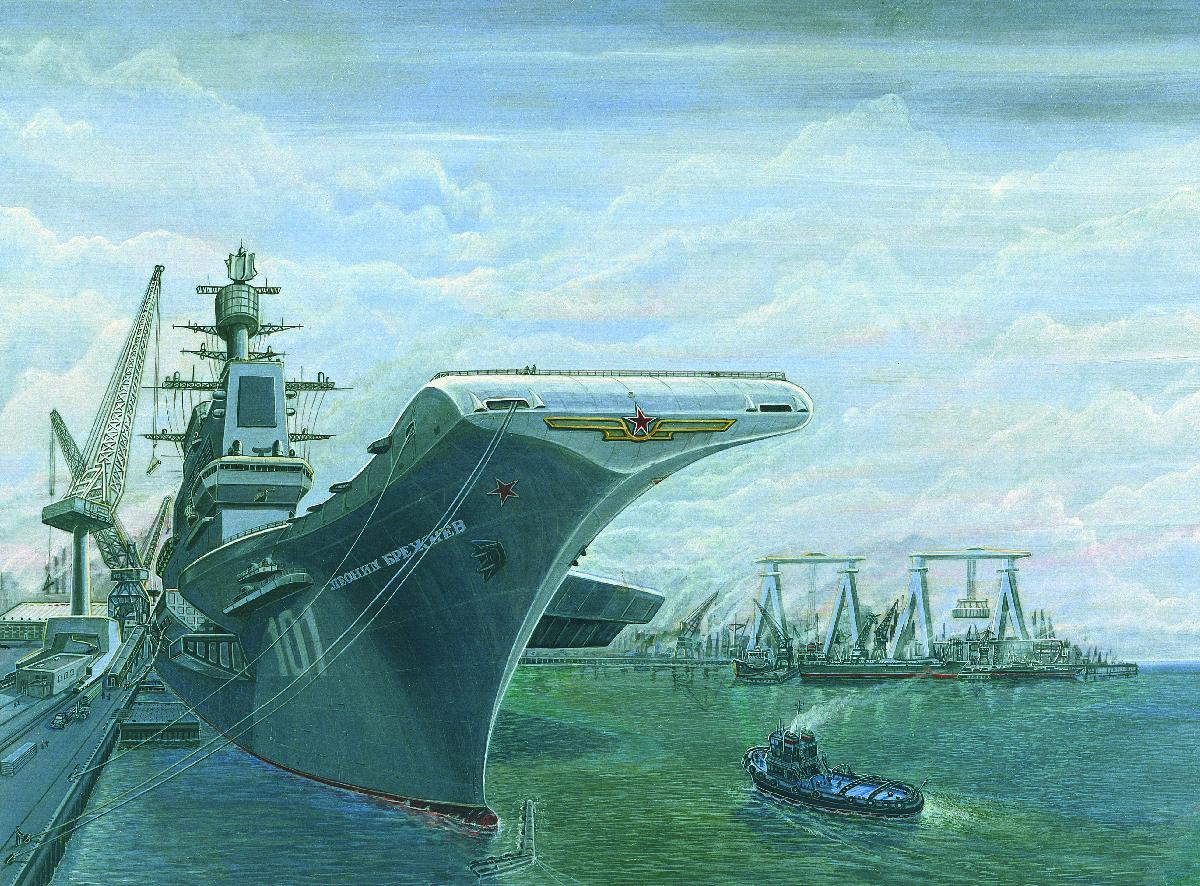
«Леонід Брежнєв»
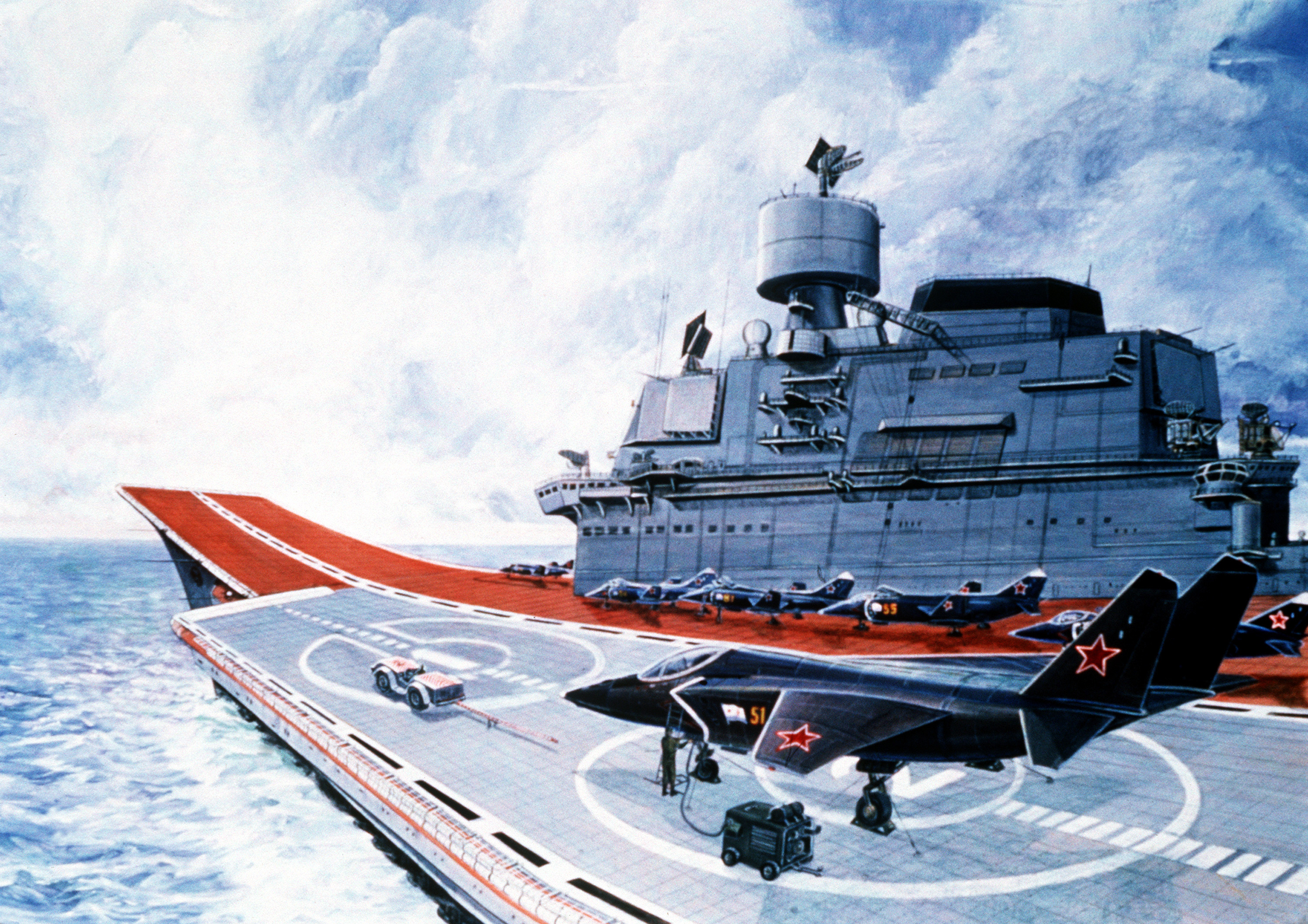
Як-141 на палубі «Тбілісі»